# 托尔 (滨海夏朗德省)
托尔是法国滨海夏朗德省的一个市镇，位于该省东部，属于圣让当热利区。该市镇总面积5.55平方公里，2009年时的人口为460人。

## 人口
托尔（Thors）人口变化图示